# 269ª Squadriglia
La 269ª Squadriglia fu un reparto attivo nel Corpo Aeronautico del Regio Esercito (Prima guerra mondiale).

## Storia
Nel febbraio 1917 arriva nel Golfo della Spezia una Sezione con 4 FBA Type H per la Regia Marina nell'Arsenale militare marittimo della Spezia al comando del Tenente di Vascello Giacomo Mancini che dispone di altri 4 piloti.
Il 1º giugno diventa 7ª Sezione del Regio Esercito al comando del Capitano Giuseppe De Angelis ed arrivano altri 6 piloti dell'Esercito per 6 FBA che svolgono anche un Corso Complementare per i mitraglieri dall'idrovolante.
Alla fine del 1917 dispone di 6 piloti e nel 1917 ha svolto 50 voli di scorta e 300 crociere.
Nel febbraio 1918 dispone di 8 FBA ed in marzo diventa 269ª Squadriglia ricevendo poi altri 16 piloti.
Il 1º giugno il reparto va a Muggiano (La Spezia) dove i lavori per gli impianti logistici proseguiranno fino alla fine della guerra.
Gli idrovolanti utilizzavano il radiotelegrafo ed in ottobre la Scuola Complementare Mitraglieri aveva 3 Savoia SIAI S.8.
Il 4 novembre c'erano 6 FBA e 2 S.8 e nel conflitto ha svolto 1038 missioni esplorative, delle quali 518 nel 1917 e 519 nel 1918 oltre a 200 scorte.
L'unità dopo la guerra viene sciolta diventando deposito di aerei.